# Andrew Yang
Andrew M. Yang (Schenectady, 13 januari 1975) is een Amerikaans ondernemer. Namens de Democratische Partij was hij een van de kandidaten bij de presidentiële voorverkiezingen van 2020. In 2021 was hij kandidaat bij de burgemeestersverkiezingen van New York.

## Levensloop
Yang werd geboren in Schenectady (New York), als zoon van Taiwanese immigranten. Hij studeerde achtereenvolgens economie en politieke wetenschappen aan de Brown-universiteit en rechtsgeleerdheid aan de Columbia Law School. Van 2006 tot 2012 was hij directeur van de onderwijsonderneming Manhattan GMAT. In juli 2011 richtte hij Venture for America op, een non-profitorganisatie die beginnende ondernemers koppelt aan start-ups.
Yang is getrouwd en heeft twee zoons.

### Verkiezingscampagnes
In november 2017 kondigde Yang aan zich namens de Democratische Partij verkiesbaar te stellen voor de Amerikaanse presidentsverkiezingen van 2020. Zijn voornaamste standpunt hierbij was het invoeren van een basisinkomen ('vrijheidsdividend') van duizend dollar per maand voor elke Amerikaanse staatsburger van 18 jaar of ouder, met het oog op de automatisering van de banenmarkt. Verder voerde Yang campagne op een groot aantal andere beleidsvoorstellen, waaronder Medicare for All en het aannemen van een 'mensgericht kapitalisme' als economisch systeem.
Na teleurstellende resultaten bij de Democratische voorverkiezingen in Iowa en New Hampshire trok Yang zich op 11 februari 2020 terug uit de strijd. Kort hierop sprak hij zijn steun uit aan Joe Biden.
Op 13 januari 2021 kondigde Yang zijn kandidatuur aan voor het burgemeesterschap van New York, waarvoor de verkiezingen later dat jaar plaatsvonden. Tijdens de voorverkiezingen van de Democratische Partij werd hij in de zesde ronde uitgeschakeld. Op 4 oktober 2021 verliet hij de Democratische Partij en richtte niet veel later de Forward Party op.